# Bonaventure Corneille Bertram
Bonaventure Corneille Bertram, auch Bonaventure Bertrand (* 1531 in Thouars; † 1594 in Lausanne), war ein französischer evangelischer Theologe und Hochschullehrer.

## Leben

### Familie
Bonaventure Corneille Bertram war der Sohn des Rechtsberaters Mathieu Bertram.
Er war in erster Ehe mit Geneviève (geb. Denosse), eine Nichte der Ehefrau von Theodor Beza, verheiratet. In zweiter Ehe heiratete er Catherine (geb. Barberoux) und in dritter Ehe Marie (geb. de Blegny).

### Ausbildung und Werdegang
Von 1553 bis 1556 studierte Bonaventure Corneille Bertram Geisteswissenschaften an der Universität Poitiers, dazu Hebräisch an der Universität Paris und darauf von 1556 bis 1561 Rechtswissenschaften an der Universität Toulouse sowie an der Universität in Cahors bei Francois Roaldès (1519–1589). In Paris hörte er die Vorlesungen von Adrien Turnèbe und Johannes Stracelius.
1561 flüchtete er, nachdem er in Cahors erfahren hatte, dass die Behörden planten, alle Protestanten zu töten, noch vor Ausbruch der Hugenottenkriege, nach Genf und war seit 1562 Pfarrer in Chancy; 1566 wurde er dann Pfarrer in Genf.
Von 1567 bis 1586 wurde er als Nachfolger von Antoine Rodolphe Chevalier (1507–1572) Hebräischprofessor an die Académie de Genève und von 1566 bis 1594 an die Akademie Lausanne berufen.
Zu seinen Schülern zählte unter anderem Isaac Casaubon.

### Theologisches und schriftstellerisches Wirken
Bonaventure Corneille Bertram verfasste Hebräischgrammatiken und Arbeiten über aramäische Texte. Bekannt wurde er vor allem für sein 1574 veröffentlichtes De politia judaica, das anschliessend in mehreren Auflagen publiziert wurde, sowie für die Neubearbeitung des Alten Testaments. Er war auch massgeblich an der 1588 veröffentlichten Genfer Bibel beteiligt, in der er in den Übersetzungen Sebastian Münster und Immanuel Tremellius folgte und dazu rabbinische Kommentare benutzte.
Seine Schriften wurden auch nach seinem Tod noch aufgelegt.

## Schriften (Auswahl)
- Comparatio Grammaticae Hebraicae et Aramicae. Genf 1574.
- De politia judaica, tam civili quam ecclesiastica, jam inde a suis primordiis, hoc est ab orbe condito, repetita. Genève: Eustache Vignon, 1574
- Franciscus Vatablus; Bonaventure Corneille Bertram: Bible Sacra Hebraice, Græce & Latine. Heidelberg: Ex Officina Sanctandreana, 1586.
- Lvcvbrationes Franktallenses Sev Specimen Aliqvod Interpretationvm Et Expositionum quas plurimas in difficillima quaeque vtriusque Testamenti loca meditatus est. Spirae, 1588.
- Interpretationes difficilium aliquot locorum utriusque testamenti. Heidelberg: Commelinianus, 1607.
- De Republica Ebraeorum recensitus. 1651.